# Aleksander Maksimow
Aleksánder (także Aleksandr) Maksimow (ros. Александр Валерьевич Максимов; ur. 27 kwietnia 1963 w Magnitogorsku, ZSSR, obecnie Rosja) – kompozytor, pianista, aranżer, producent muzyczny.

## Życiorys
Jest absolwentem Music College im. Rimskiego-Korsakowa (klasa fortepianu, 1978–1982) oraz Państwowego Uniwersytetu Kultury i Sztuki (dyrygentura orkiestry dętej oraz estradowej, 1986–1991) w Krasnodarze w Rosji.
- 1984–1989 – szkoła muzyczna I stopnia w m. Nowomichajłowskij na stanowisku: nauczyciel gry na fortepianie. Założył i prowadził orkiestrę kameralną, składającą się z nauczycieli. Początki działalności kompozytorskiej.
- 1989–1990 – Krajowe Stowarzyszenie Zespołów Muzycznych w m. Krasnodar: pianista, aranżer.
- 1990–1991 – Teatr Estrady m. Soczi: kierownik muzyczny, aranżer.

Od 1991 roku mieszka w Warszawie:
- 1992–2013 – praca w Studio Papryka i Synowie (Papryka Studio/Paprika Sound Factory) na stanowisku: kompozytor, konsultant muzyczny, producent.
- 1995–2005 – założyciel oraz kierownik muzyczny zespołu „Rendez-vous”, współpraca z agencjami artystycznymi: „Allegro”, „Intersonus”.
- 2013 rok: założył firmę Music Media AM, zajmującą się produkcją muzyczną.

Twórca jest zrzeszony w ZAiKS oraz SAWP.

## Twórczość

### Współpraca
- z artystami polskiej sceny rozrywkowej, takimi jak: Irena Santor[3], Wojciech Młynarski, Kasia Klich, Sylwia Wiśniewska (Vishenka), Paweł Derentowicz, Piotr Siegel, Agnieszka Matysiak, Muniek Staszczyk i „Szwagierkolaska”, Andrzej Zeńczewski („Daab”), Cezary Szlązak („2 plus 1”), Dżeksong („Immanuel”), Marta Zalewska, Rafał Olbrychski, Pako Sarr, Dziani Szmidt, Liza (Kotlyarenko), Konrad Kubicki, Paweł Leszczyński, Maciej Ostromecki, Jewgienij Fomienko, Brygida Turowska[4], zespół „Dr Misio”.
- twórcami sceny teatralnej i telewizyjnej, takimi jak: Łukasz Nowicki, Arkadiusz Jakubik, Viola Zaorska, Artur Łobanowski, Jacek Szymczak, Katarzyna Krosny[5], Jacek Samojłowicz, Ewa Gorzelak, Hanna Brulińska, Magdalena Gnatowska.
- Studio Filmowe Autograf[6]
- z rosyjską poetką Svetlaną Kovalevą[7][8] (Moskwa)
- orkiestrą kameralną pod dyrekcją T. Sołnyszkinej[9] (Moskwa)
- orkiestrą symfoniczną pod dyrekcją J. Kryłowa[10] (Sankt Petersburg)

### Filmografia

#### Filmy pełnometrażowe
kompozytor, aranżer, wykonawca:
- Ninas Resa[5] (tytuł polski: Podróż Niny[11]) – szwedzki, fabularny w reżyserii Leny Einhorn (2005)
- Dzisiaj jest piątek – reż. Paweł Narożnik[12] (2006-2007)

#### Filmy dokumentalne
kompozytor, aranżer, wykonawca:
- Zniewolony Teatr[13][potrzebny przypis] (Papryka i Synowie, 2006)
- Sekcja 998[14] (2006)
- Pod ciśnieniem[15] (2008)
- Piwnice Diabła[16] (2011)

#### Seriale telewizyjne
kompozytor, aranżer, wykonawca:
- Saga rodu Ganzegal[17] (1998-1999)
- Tak czy nie[18] (Papryka i Synowie, 2003) – m.in. piosenka tytułowa w wykonaniu Maryli Rodowicz oraz Joanny Zagdańskiej.
- Nowa[19] (2010)
- Klan[20]
- Komisarz Rozen[21][potrzebny przypis] (Papryka Studio, 2011[22])

Przedstawienia teatralne
- Monty Payton[23][24][25][potrzebny przypis] – reż. A. Jakubik – aranżer, wykonawca (Papryka i Synowie, 2002)
- Radio Live – reż. A. Jakubik – aranżer, wykonawca (2010)
- Jajo w sieci[26][27][28] – sztuka dla dzieci – kompozytor, aranżer, wykonawca (2017)
- Smerfy: Poszukiwacze zaginionej wioski – przedstawienie sceniczne dla dzieci – kompozytor, aranżer, wykonawca (2017)
- Gnomeo i Julia – Tajemnica zaginionych krasnali – przedstawienie sceniczne dla dzieci – kompozytor, aranżer, wykonawca (2018)

#### Animacja
- Wilq Negocjator[29] – kompozytor, aranżer, wykonawca (2014)

#### Nagrania fonograficzne
- Mamo To Ja[30] (Pomaton EMI) – 2 płyty (oraz 2 kasety audio) – zbiór popularnych piosenek dla dzieci – współproducent, aranżer, wykonawca (2000, 2001)
- Santor Cafe[31] – płyta[32] Ireny Santor – współproducent, aranżer, wykonawca, dyrygent orkiestry kameralnej (Polskiego Radio) przy nagraniu (2000)
- Cała Ty – płyta Sylwii Wiśniewskiej – piosenka „Nieważne Co Wczoraj”[33][34] – kompozytor (singel długo zajmował czołowe miejsca na listach przebojów radio i TV[35], Hit tygodnia w Radio Wawa) (2000)
- Spadające Gwiazdki Małej Helenki – audiobook dla dzieci[36][potrzebny przypis] – współproducent, kompozytor, aranżer, wykonawca (2009)
- Na Motyle[32] (2005), Dziś Jest Piątek – wiersze Piotra Siegla czyta Arkadiusz Jakubik – współproducent, kompozytor, aranżer, wykonawca
- Vsem vetram skaju – płyta autorska rosyjskiej poetki Svetłany Kovalevej (2012) – aranżer[37]
- Jesień – płyta Fainy Nikolas[7][8] – producent, kompozytor, aranżer, wykonawca (2013)
- Pierwsza dziesiątka romansów rosyjskich[38] – płyta Fainy Nikolas – producent, aranżer, wykonawca (2017)

#### Inne
- Kicha – płyta zespołu „Szwagierkolaska”[32] – udział w nagraniu oraz koncertach promujących płytę (1999)
- współautor muzyki do kilku piosenek zespołu „Dr Misio”: płyta Pogo[39] (2014), płyta Zmartwychwstaniemy[40][potrzebny przypis] (2017)
- orkiestra kameralna Fainy Nikolas[41] – kierownik muzyczny
- autor muzyki (również aranżer, wykonawca) do kilkuset produkcji reklamowych, ramówek i dżingli TV oraz radio